# НПО автоматики имени академика Н. А. Семихатова

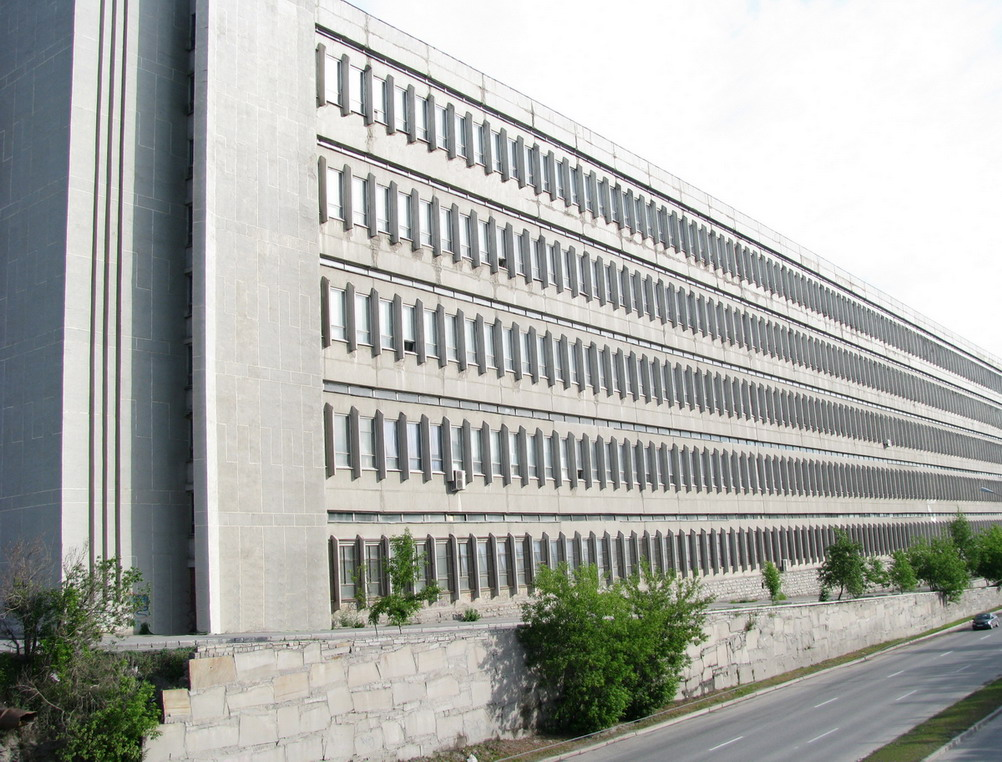
Корпус на ул. Серафимы Дерябиной

АО «Научно-производственное объединение автоматики имени академика Н. А. Семихатова» (НПО автоматики) — российское предприятие по разработке и изготовлению систем управления и радиоэлектронной аппаратуры для ракетно-космической техники и других отраслей промышленности. Входит в госкорпорацию «Роскосмос», является дочерним предприятием АО «РКЦ „Прогресс“».
Широкопрофильная компания, специализирующаяся на разработке и производстве систем управления и средств автоматизации.
В советские времена основной продукцией были системы управления межконтинентальными баллистическими ракетами морского, а также шахтного базирования.
После распада СССР продукция компании была диверсифицирована и включает как смежные с основной продукцией проекты (например СУ РН Союз-2), так и средства для автоматизации транспорта (железной дороги, речного судоходства, монорельса) и производства.
Как разработка, так и производство осуществляются в Екатеринбурге, в здании Дома Промышленности по адресу ул. Мамина-Сибиряка, 145.
12 июня 2024 года, на фоне российского вторжения на Украину, предприятие попало в блокирующий санкционный список США против сектора оборонной промышленности как  производитель и поставщик систем управления и радиоэлектронного оборудования российским военным заказчикам.

## Награды
- Орден Октябрьской Революции
- Орден Трудового Красного Знамени